# Richard David Hughes
Richard David Hughes (Gravesend (Kent), 8 september 1975) is de drummer van de Britse band Keane.
Hughes ging naar de Tonbridge School waar hij vrienden was met Tim Rice-Oxley en Dominic Scott. Zij vormden in 1995 een kleine coverband waar later Tom Chaplin bij kwam.
Richard ging naar de University College London waar hij een graad kreeg in Geografie. Hij heeft gewerkt bij de BBC. De band verbleef toen in een klein flatje op Upper Clapton Road in Londen. Voor korte tijd had hij ook een baan als vervangend leraar.
Hughes is een Mensenrechtenverdediger bij Amnesty International. In 2010 droeg hij tijdens enleke optredens een T-shirt van de vereniging met de tekst 'I Am Troy Davis', met als reden de van misdaad verdachte Troy Davis te verdedigen. Hughes was bevriend met Davis en geloofde in zijn onschuld. Davis werd in 2011 toch geëxecuteerd. 

## Trivia
- Hij is vegetariër sinds zijn twaalfde.
- Zijn favoriete drummers zijn Larry Mullen jr. van U2 en Travis Barker van Blink 182 (nu +44).
- Richard is kleurenblind.

- Biblioteca Nacional de España: XX4752741
- Gemeinsame Normdatei: 1076762506
- International Standard Name Identifier: 0000 0000 7909 1849
- Library of Congress Control Number: nb2007012120
- MusicBrainz: cd4d2dd3-f142-4d3a-b185-eac7ea8d020f
- Nationale Bibliotheek van Tsjechië: xx0086441
- Virtual International Authority File: 85873906
- WorldCat: E39PBJpJfMWGCf9wrmdXPDtBT3